# 歐爪牙龍屬
歐爪牙龍屬是生活於上白堊紀科尼亞克階至麥斯特裡希特階，距今8千萬至9千萬年前的一屬虛骨龍類恐龍。牠的化石是在歐洲發現，僅有一些牙齒。牠們是由Miguel Telles Antunes與Denise Sigogneau-Russell在1991年所敘述。歐爪牙龍類似另外一種虛骨龍類，近爪牙龍。

## 種
目前歐爪牙龍已經發現兩個可能屬：
- 葡萄牙歐爪牙龍：化石由3顆牙齒所構成，但足夠判斷牠們的分類傾向。化石是在葡萄牙的Taveiro所發現，地質年代為馬斯垂克階。該種是歐爪牙龍的模式種，是於1991年由Antunes與Sigogneau-Russell所描述。

- 亞洲歐爪牙龍：化石僅由一顆牙齒所構成，發現於亞洲烏茲別克，由Nessov在1995年所敘述。化石亦只是一些牙齒，故被認為是可疑名稱。牠們的年代早於葡萄牙歐爪牙龍，這意味者牠們可能是不同的動物。

## 系統
因為僅發現了牙齒，所以歐爪牙龍的分類傾向很難決定。歐爪牙龍起初被分類於馳龍科，後來改屬於傷齒龍科，但也可能是另外一種虛骨龍類恐龍。

## 古生物學
從化石顯示歐爪牙龍是種小型恐龍，牠的體型估計達2米長。從牙齒顯示，牠們可能是肉食性或蟲食性恐龍。

## 外部連結
- 恐龍博物館——歐爪牙龍